# III Liceum Ogólnokształcące im. Stefana Batorego w Chorzowie
III Liceum Ogólnokształcące im. Stefana Batorego w Chorzowie (pot. Batory) – jedno z czterech najstarszych chorzowskich liceów ogólnokształcących (obok I LO im. Słowackiego, II LO im. Ligonia, IV LO im. Skłodowskiej-Curie). Szkoła dzieliła budynek z Gimnazjum nr 7, z którym od września 2008 roku tworzyła Akademicki Zespół Szkół Ogólnokształcących nr 2 w Chorzowie. Ostatni rocznik gimnazjalny ukończył gimnazjum w roku szkolnym 2018/2019.

## Historia
Początki szkoły sięgają roku 1930, gdy powstał projekt budynku. W roku 1935 ks. Józef Czempiel – proboszcz pobliskiej parafii pw. Wniebowzięcia Najświętszej Marii Panny dokonał aktu poświęcenia Szkoły Powszechnej (podstawowej) w Hajdukach Wielkich (dziś dzielnica Chorzów-Batory). Pierwszym jej kierownikiem była Maria Sztukówna. W czasie II wojny światowej w szkole kwaterowały wojska niemieckie, które były sprawcami wielu zniszczeń szkoły. Znaczna część szyb szkolnych była uszkodzona, szkoła została również splądrowana. Wiele przyborów szkolnych uszkodzono oraz skradziono. Szkoła wznowiła działalność 16 lutego 1945 roku, a jej kierownikiem został Paweł Misz.
W 1947 roku szkołę przemianowano na liceum ogólnokształcące oraz nadano jej imię Stefana Batorego, który był patronem pobliskiej huty i całej dzielnicy. Pierwszy rocznik szkoły średniej zdawał maturę w 1951 roku.
4 lipca 2011 roku budynek szkoły został wpisany do rejestru zabytków nieruchomych województwa śląskiego (nr rej. A/346/11).

## Dyrektorzy szkoły
- Maria Sztukówna (od powstania szkoły do wybuchu II wojny światowej)
- Józef Zagała (1948–1949)
- Zygmunt Stebelski (1949-1963)
- Bogusław Sznajder (1963-1976)
- Bolesław Iwanowski (1976-2000)
- Mariola Strojny (2000−2005)
- Ilona Helik (2005–2013)
- Katarzyna Sikora (2013–2023)
- Krzysztof Oleś (od września 2023)

## Znani absolwenci
Kryterium umieszczenia na tej liście danej postaci było posiadanie przez nią biogramu w polskiej Wikipedii.
- Józef Stompel – pianista
- Jerzy Jóźwiak – minister handlu wewnętrznego i usług
- Jan Kaiser – psycholog
- Jerzy Cnota – aktor
- Bernard Błaszczyk – prawnik, urzędnik państwowy i konsularny
- Jacek Bławut – reżyser i operator filmowy
- Krzysztof Karwat – działacz kulturalny
- Piotr Naliwajko – malarz
- Jarosław Świerszcz – dramatopisarz, pseudonim Ingmar Vilquist
- Jacek Kurek – doktor, historyk
- Wojciech Kuczok – pisarz
- Dariusz Kmiecik – reporter programu Fakty
- Piotr Bajtlik – aktor
- Piotr Żurawski – aktor

Większość nauczycieli III LO jest absolwentami tej szkoły.